# 本川村
本川村（ほんがわむら）は高知県の中部、土佐郡に属していた村。現在のいの町北部にあたる。

## 地理
- 山: 石鎚山脈（平家平、笹ヶ峰、東黒森、自念子ノ頭、西黒森、伊予富士、瓶ヶ森、子持権現山、伊吹山、岩黒山、手箱山、大森山）、戸中山、稲叢山
- 河川: 吉野川、大森川

## 歴史
- 1889年（明治22年）4月1日 - 町村制の施行により、寺川村、桑瀬村、中ノ川村、戸中村、長沢村、大森村、越裏門村、葛原村、高藪村、足谷村、脇ノ山村が合併して発足。
- 2004年（平成16年）10月1日 - 吾川郡伊野町・吾北村と合併して吾川郡いの町が発足。同日本川村廃止。

## 交通

### 道路
- 国道194号
- 高知県道17号本川大杉線
- 高知県道40号石鎚公園線